# Braunsapis picitarsis
Braunsapis picitarsis är en biart som först beskrevs av Peter Cameron 1902.
Braunsapis picitarsis ingår i släktet Braunsapis och familjen långtungebin. Inga underarter finns listade i Catalogue of Life.